# 464 TCN
464 TCN là một năm trong lịch La Mã.